# Зеленковка (Сумская область)
Зеленковка (укр. Зеленківка) — село,
Зеленковский сельский совет,
Недригайловский район,
Сумская область,
Украина.
Код КОАТУУ — 5923581701. Население по переписи 2001 года составляло 371 человек .
Является административным центром Зеленковского сельского совета, в который, кроме того, входят сёла
Камышанка,
Кушниры,
Лекаревщина,
Мерки,
Пятидуб и
Сороколетово.

## Географическое положение
Село Зеленковка находится на берегу реки Сула,
выше по течению на расстоянии в 1 км расположены сёла Камышанка и Сороколетово,
ниже по течению на расстоянии в 2 км расположено село Филоново,
на противоположном берегу — село Камышанка.
По селу протекает пересыхающий ручей с запрудой.
Рядом проходит автомобильная дорога Н-07.

## История
- Село Зеленковка известно со второй половины XIX века.

## Экономика
- «Фесенко», ЧП.
- «Зеленковское», ООО.

## Объекты социальной сферы
- Дом культуры.